# Jacobus Dreesen
Jacobus Dreesen (30 agosto 1958) è un ex giocatore di calcio a 5 belga.

## Carriera
Con la Nazionale maschile di calcio a 5 del Belgio ha disputato il FIFA Futsal World Championship 1989 nel quale i  diavoli rossi hanno raggiunto la quarta posizione, superati nella finalina dagli Stati Uniti. In totale, Dreesen ha disputato 3 incontri con la nazionale.